# Trogonostomus sericans
Trogonostomus sericans är en skalbaggsart som beskrevs av Thomson 1858. Trogonostomus sericans ingår i släktet Trogonostomus och familjen Rutelidae. Inga underarter finns listade i Catalogue of Life.